# Estrada europeia 12

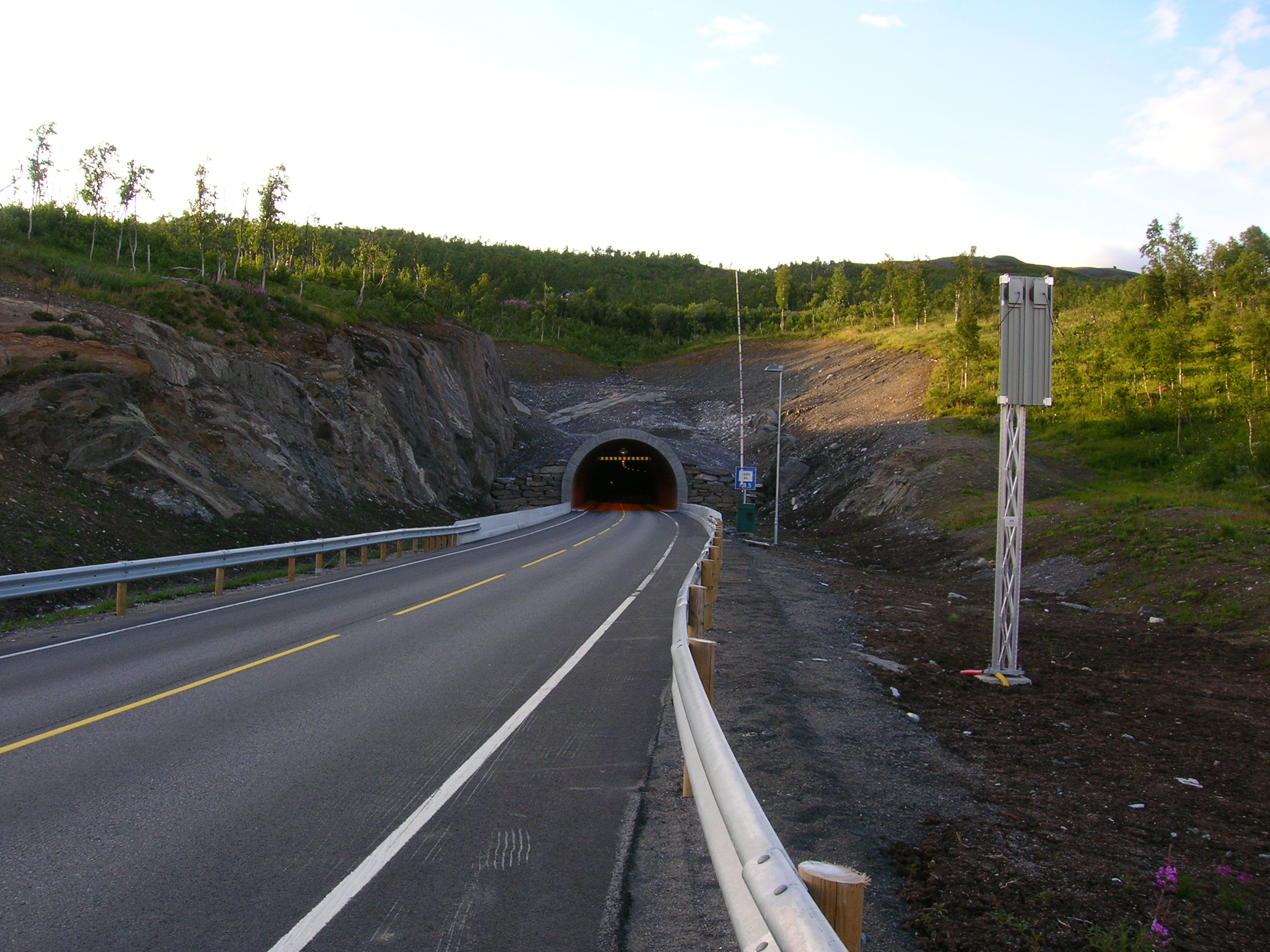
A E12 e o Túnel de Umskal na Noruega

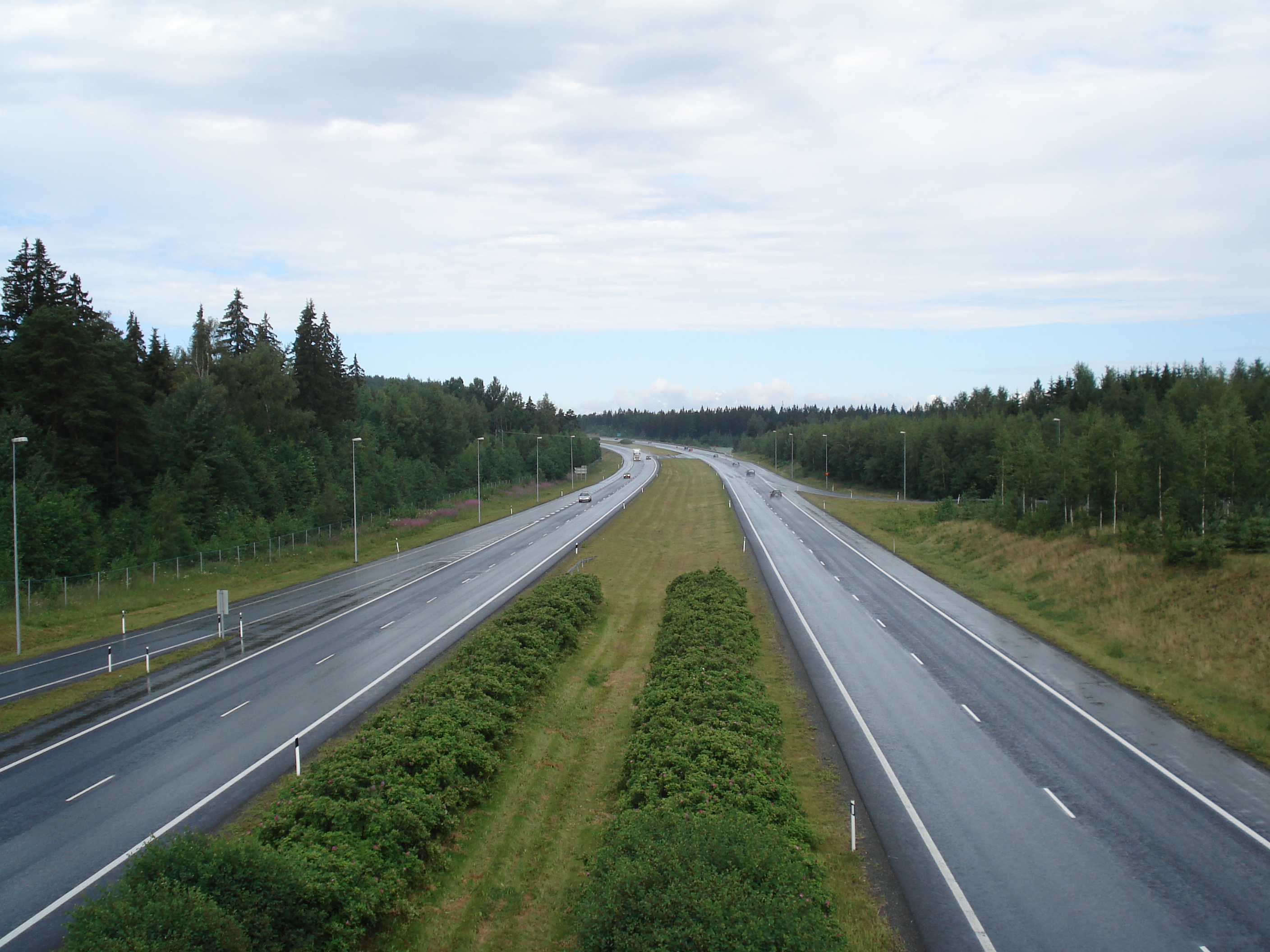
Autoestrada Helsínquia-Tampere na Finlândia

A E 12 - Estrada europeia 12 - começa em Mo i Rana, na Noruega, passa por Storuman, Lycksele, Umeå e Holmsund, na Suécia, atravessa um trecho do Mar Báltico, e entra na Finlândia, passando por Vaasa, Tampere e Hämeenlinna, indo terminar em Helsínquia. Tem 910 km de extensão.

## Itinerário
Mo i Rana -  Storuman - Lycksele - Umeå - Holmsund - Mar Báltico -  Vaasa - Tampere - Hämeenlinna - Helsínquia